# Magdalena (município)
Magdalena é dos 135 Partidos, subdivisão politico-administrativa, que compõem a província argentina de Buenos Aires e sua capital é a cidade homônima de Magdalena. Localiza-se na região nordeste do território provincial de Buenos Aires, possui área de 1.785 km², o que representa 0,58% da superfície da província, limita-se ao norte como o Partido de La Plata, a leste com o Rio da Prata, a oeste com o Partido Chascomús e ao sul com o Partido de Punta Indio, que se separou de Magdalena em 1995.

## Toponomia
Desde seus primórdios, essas paragens foram conhecidas por Vale de Santanna ou Santa Ana. O povoado em si era chamado de Pueblo de las Islas, já que os montes de Corticeira e Celtis, nos seus arredores, se isolavam um do outro quando o rio e a garganta transbordavam, fazendo com que parecessem ilhas. Em velhos mapas aparece com o nome de San José de la Magdalena. Alguns historiadores sustentam que este era o primitivo e verdadeiro nome do local e que, por uso e costume, o nome San José foi desaparecendo, como ocorreu com Quilmes, cujo primitivo nome era Santa Cruz de los Quilmes. A primeira menção documentada é Pago de la Magdalena e se encontra em uma ata do Cabildo de Buenos Aires de 21 de março de 1611 e desde 1630 em todos os documentos oficiais figura essa denominação. Este nome está ligado à Redução Tubichaminí, que estava localizada no atual território de Magdalenense, fundada em 22 de junho de 1611, conforme o Santoral de Santa Maria Madalena, e depois à erigida capela a sua devoção. Outra hipótese sobre as origens do nome remonta a expedição de Dom Pedro de Mendoza, estando vinculada a nau-capitânia, Magdalena, que naufragou no Rio da La Plata. Isso gerou o dito popular "voy donde la Magdalena", para referi-se ao local do naufrágio.

## História
A história de Magdalena tem início no ano de 1580, quando Juande Garay funda Buenos Aires e dá início a colonização das terras ao redor desde o Riachuelo até o rio Salado, incluindo os territórios que formariam o atual Partido. Pouco mais de sessenta soldados, dos quais apenas dez eram espanhóis, acompanharam o vizcaíno Dom Juan de Garay quando ele partiu de Assunção para fundar a Cidade da Santíssima Trindade e Porto de Nossa Senhora de Buenos Aires. Neste mesmo ano, em 26 de julho, dia de Santa Ana pelo calendário da Igreja Católica, chega ao local onde está localizado o Partido de Magdalena. Com a chegada de Juan de Garay teve início a concessão de terras no Pago aos primeiros colonos.
A divisão das terras ocorreu em 24 de outubro de 1580, tanto ao norte quanto ao sul da cidade de Buenos Aires. As primeiras autoridades da recém fundada Buenos Aires foram as primeiras agraciadas com as concessões de Garay. Dividiu-se toda zona costeira, desde o Parque Lezama, na Capital Federal, até Magdalena, em trinta faixas de terra, denominadas estâncias, que tinha de frente 2.600 metros, por uma légua e meia de fundos. O caminho "Fondo de la Legua" corria por toda frente das instâncias.
Alguns dos primeiros a receber as concessões de terra no Vale de Santa Ana foram: Alonso de Escobar, Baltazar de Carvajal, Juan Fernández de Enciso, Diego de Olavarrieta, Bernabé Veneciano, Francisco Bernal, Rodrigo Ortiz de Zárate y Pedro Álvarez Gaitán. O Vale de Santa Ana e Atalaya foram regiões de significância histórica: o primeiro por conta da Redução Indígena do Cacique Tubichamini, na primeira metade do século XVII, e o segundo por servir de assentamento paras as guarnições militares de guarda e defesa da região. Em 21 de março de 1611, nas Atas do Calbido Eclesiástico de Buenos Aires, se faz a primeira referência ao "Pago de la Magdalena", trinta e um anos depois da chegada de Garay, mais tarde, por uma disposição que havia sido decretada em 1513, pelo então Rei da Espanha, Dom Fernando V, que determinava como deveriam ser divididas as porções de terra que correspondiam as concessões dos colonos e conquistadores da América, houve uma segunda distribuição de terras entre 1632 e 1641.
O termo "mercê" (merced em espanhol), que correspondia a concessão, outorgamento em propriedades ou retribuição por serviços prestados, foi, gradativamente, substituído pelo termo "pagos", vocábulo que melhor representava a ideia que os conquistadores tinham daquelas concessões, que as recebiam em pagamento por seus serviços. O povo crioulo local passou a usar esse vocábulo como sinônimo de lugar, querência, povoado ou sítio de radicação. No futuro, o termo "Pago" seria incorporado a designação da localidade que daria o nome ao Partido, o "Pago de la Madalena". Dividida as Estâncias, por Juande Garay, com suas chácaras, granjas e terrenos de cultivo, à Magdalena coube abastecer de alimentos e lenha a cidade de Buenos Aires e, juntamente com as outras grandes estâncias fornecia grandes quantidade de recursos, como madeira de desmatamento, produtos agrícolas em larga escala e gado, para satisfazer o sempre crescente e duplo aspecto do consumo, local e de exportação. Mais tarde, depois de estabelecida a cidade de Buenos Aires, juntamente com o alarife Fracisco Bernal, iniciou a demarcação das terras do Grande Paraná, como se chamava o Rio da Prata, ao longo da margem do curso do rio, nomeando o lugar com Vale de Santa Ana.
No início do século XVIII, o Cabildo de Buenos Aires nomeou dois alcaides para a extensa área de colonização, constando que um deles ficaria localizado no "Pago de la Magdalena". Em 1730 é elevada a Paróquia e fixado o limite com La Matanza. O antigo Pago de Magdalena incluía desde o Riachuelo dos Navios até o Rio Salado e era composto pelos distritos de Avellaneda, Quilmes, Berazategui, Lomas de Zamora, Lanús, Almirante Brown, Florencio Varela, Esteban Echeverría, Presidente Perón, Ezeiza, San Vicente, Ensenada, La Plata, Berisso, Brandsen, Magdalena, uma parte dos partidos de Chascomús, General Paz, Montes, Cañuelas, Pila e Punta Indio. Ante ao aumento da população, o Calbido de Buenos Aires decidiu implantar o serviço de polícia para os assentamentos. Com o título de "Alcaide de Hermandad", governava grandes extensões de terra, tinha a seu cargo a vigilância de toda região da província e a supervisão das companhia de milicianos que cuidavam da fronteira com os indígenas. O primeiro alcaide foi Clemente López de Osornio, em 1766, e o segundo Juan Noario Fernández, ou Januário Fernández, como era conhecido, dono das terras em Avellaneda, herdadas depois por seus netos, os Piñeiros. Em 1780, Partido foi subdividido em três Pagos: "la Laguna de la Reducción", atual San Vicente; "de los Quilmes"; e "Santa Msria Magdalena". Em 1784, o Cabildo de Buenos Aires converteu o distrito em Partido de Magdalena, elegendo Felipe Illescas como primeiro "Alcalde de Hermandad" para este partido  um ano depois, em 1785. No ano de 1821, o governo central de Buenos Aires eliminou os cabildos e determinou que todos os "Alcaldes de Hermandad" fossem substituídos por Juízes de Paz, designando Juan Mirón y Miguens como primeiro juiz para este distrito, em 22 de janeiro de 1822. Em 1853, o Partido já contava com cerca de 4 mil habitantes.
No ano de 1853, a Constituição Nacional foi jurada no Tribunal da Paz, que, segundo a tradição oral. era a Escola dos Meninos que funcionava em uma fazenda com um telhado de duas águas, agora Risso Hnos, Corralón, canto Goenaga e 25 de Mayo. em meados do século XIX começaram a se criar as primeiras comunidades integradas por vontade popular. As primeiras eleições em Magdalena ocorreram em 22 de novembro de 1855 e ficou decretado, por lei provincial, que o novo município seria instalado em 27 de janeiro de 1856, com Lázaro Miranda como primeiro Presidente Municipal. A Sede do município de Magdalena foi criada pela lei nº 422, promulgada em 25 de outubro de 1864. Sob a administração de José Maria Miguez, então presidente do Município, no ano de 1877, foi determinada a construção do atual edifício, cuja obra é atribuída a Pedro Cavalli, no valor de $ 90.300 pesos. Este edifício foi concluído e inaugura durante a gestão do Dr. Pedro Goenaga, em 1897. Em 1994, o Partido de Magdalena perdeu uma parte de seu território, desmembrado para a criação do Partido de Punta Indio, conforme a Lei 11.584/94.

## Geografia

### Topografia
O Partido de Magdalena está localizado na Província de Buenos Aires, República Argentina, costeando a margem direita do Rio da Prata. Seu relevo é o de uma planície com ligeiras ondulações, com solo adequado para atividades agrícolas. Faz parte dos Pampas Úmidos, sendo bastante plano e baixo, com um declive pouco perceptível em direção ao estuário do Prata, nas margens estão localizadas ravinas de até dez metros e logo abaixo as planícies alagadiças.
O Partido de Magdalena faz divisas a noroeste com os Partidos de Berriso, mais ao norte, e La Plata, a oeste com o Partido Bradsen e a sudoeste com o Partido Chascomús. O lado oriental é banhado pelo Rio da Prata, tendo a sudeste a Baía de Samborombón.